# Chiococca lucens
Chiococca lucens är en måreväxtart som beskrevs av Paul Carpenter Standley och Julian Alfred Steyermark. Chiococca lucens ingår i släktet Chiococca och familjen måreväxter. Inga underarter finns listade i Catalogue of Life.